# Trashed
Pour plus de détails, voir Fiche technique et Distribution.
Trashed est un long-métrage documentaire américain, écrit et réalisé par la réalisatrice britannique Candida Brady, sorti en 2012.

## Synopsis
Le film suit l'acteur britannique Jeremy Irons alors qu'il examine à l'échelle mondiale l'impact de l'humanité moderne et des déchets. L'acteur oscarisé rencontre des spécialistes, des scientifiques, des particuliers victimes de la pollution. Une grande partie du fim expose les conséquences des émissions des incinérateurs, pour cela le documentaire s'attarde en France ou en Islande. Le documentaire s'intéresse aussi à la question du plastique et à ses conséquences sur les océans.

## Fiche technique
- Réalisation, scénario, production : Candida Brady
- Acteur principal : Jeremy Irons
- Photographie : Sean Bobbitt (Hunger[5], 12 Years a Slave[6])
- Musique : Vangelis
- Montage : Kate Coggins, James Coward, Jamie Trevill
- Producteur : Blenheim Films, Rose Pictures
- Distribution : Destiny Distribution en France

## Distinctions
Trashed a été primé à plusieurs reprises,,,. Il a été présenté au Festival de Cannes en 2012 où il a été en lice pour la Caméra d'or. Depuis lors, il a été projeté au parlement du Royaume-Uni, à l'Assemblée du Pays de Galles, au parlement écossais, au Parlement européen et à l'Assemblée nationale française. Il a été présenté dans des festivals à travers le monde, de Sarajevo à Kuala Lumpur et lors de projections publiques et de forums éducatifs dans le monde entier, à partir de Yale à Jakarta.